# Hyman Kaplan
Hyman Kaplan je hlavní postava následujících knih Lea Rostena:
- Pan Kaplan má třídu rád (překlad Pavel Eisner, 1946) – starší překlad původní verze.
- Pan Kaplan má stále třídu rád (překlad Antonín Přidal, 1987) – kompletní přepracování rozšířené o nové postavy, nové kapitoly a celou novou druhou část.

## Vzhled
Boubelatý muž s jablkovitými tvářemi, nažloutlými plavými vlasy a modrýma očima. V náprsní kapse zásadně nosil dvě pera. Téměř vždy se usmíval, dokonce i když byl kritizován za ty nejhorší chyby (jimž říkal omilky).

## Charakteristika
Pan Kaplan je žákem Večerní přípravné školy pro dospělé v New Yorku, kam se přistěhoval již patnáct let před dějem druhé části knihy. Jeho zaměstnáním je „číhač na pánský saky“. Ve třídě, kde studuje, je vyučujícím profesor Parkhill.
Neustále se střetává s ostatními žáky, kteří jsou rozděleni na dva tábory – jedni obdivují Kaplanovu houževnatost, druzí bojují proti jeho demagogii. Nutno dodat, že v naprosté většině případů je vítězem těchto soubojů pan Kaplan.
Styl mluvy pana Kaplana, jeho urputnost a neústupnost jsou základem komičnosti knih o něm.

## Další informace
- Večerní přípravná škola pro dospělé byla založena 35 let před páně Kaplanovým nástupem a profesor Parkhill je přesvědčen, že může vydržet nejvýše ? let po jeho odchodu (pokud někdy odejde).[1]